# Erythrina perrieri
Erythrina perrieri är en ärtväxtart som beskrevs av René Viguier. Erythrina perrieri ingår i släktet Erythrina och familjen ärtväxter. Inga underarter finns listade i Catalogue of Life. Den är endemisk för Madagaskar och har uppkallats efter den franske botanikern Joseph Marie Henry Alfred Perrier de la Bâthie.